# Emathis minuta
Emathis minuta är en spindelart som beskrevs av Alexander Petrunkevitch 1930. Emathis minuta ingår i släktet Emathis och familjen hoppspindlar. Inga underarter finns listade i Catalogue of Life.